# Mark Villiger

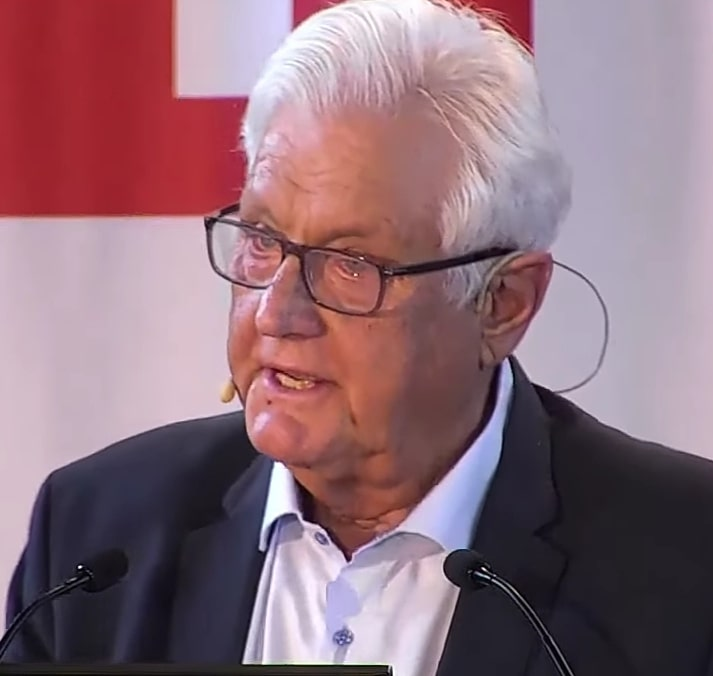
Mark Villiger (2023)

Mark Eugen Villiger (* 17. Mai 1950 in Louis Trichardt, Südafrika; † 10. Dezember 2023) war ein Schweizer Jurist. Er war als Vertreter Liechtensteins Richter am Europäischen Gerichtshof für Menschenrechte.

## Leben
Nach Besuch der Primarschulen in Mosambik und Südafrika absolvierte Mark E. Villiger das Gymnasium in Feldkirch, Österreich. 1971 legte er die österreichische und schweizerische Maturität ab und studierte Rechtswissenschaften an der Universität Zürich mit einem Lizentiat (1976), wo er bei Hans Ulrich Walder-Richli 1978 mit summa cum laude zum Doktor der Rechte promoviert wurde. Er war Assistenz bei Werner Kägi und Dietrich Schindler. 1985 erteilte ihm die Universität Zürich die Venia legendi für Völkerrecht und Europarecht. Sieben Jahre später beförderte sie ihn zum Titularprofessor.
1981 war er Bye-Fellow am Robinson College der University of Cambridge. Von 1983 bis 1999 war er als juristischer Mitarbeiter bei der Europäischen Kommission für Menschenrechte tätig. Von 1991 bis 2002 war er Abteilungsleiter beim Europäischen Gerichtshof für Menschenrechte und wurde 1997 Erster Kanzler der Menschenrechtskammer in Sarajevo. Stellvertretender Sektionskanzler des Menschenrechtsgerichtshofs war er 2002 bis 2006, als die Parlamentarische Versammlung ihn zum Nachfolger von Lucius Caflisch, der mit 70 Jahren die Altersgrenze für das Richteramt in Straßburg erreicht hatte, zum neuen Richter am Europäischen Gerichtshof für Menschenrechte (EGMR) für Liechtenstein wählte. Seine Amtszeit begann am 1. September 2006 und endete am 31. August 2015, Nachfolger wurde Carlo Ranzoni.
Villiger engagierte sich im Verein für Menschenrechte in Liechtenstein (VMR) als Vizepräsident. Der VMR ist die unabhängige nationale Menschenrechtsinstitution des Fürstentums Liechtenstein im Sinne der Pariser Prinzipien der Vereinten Nationen.
Villigers Handbuch der Europäischen Menschenrechtskonvention (EMRK) war im Jahr 2020 bereits in dritter Auflage erschienen. In diesem Buch werden vor allem auch die vom Europäischen Gerichtshof für Menschenrechte zu den deutschsprachigen Staaten gefällten Urteile vorgestellt. 2023 erschien sein  Handbuch der schweizerischen Neutralität.
Villiger war verheiratet und Vater von zwei Kindern. Er war schweizerisch-französischer Doppelbürger. Er starb am 10. Dezember 2023 im Alter von 73 Jahren.